# Chirodropus
Chirodropus é um género de águas-vivas em forma de cubo (Cubozoa) da família Chirodropidae.

## Espécies
- Chirodropus gorilla Haeckel, 1880
- Chirodropus palmatus Haeckel, 1880